# Within Temptation
Within Temptation is een Nederlandse symfonische-metalband en een van de succesvolste bands in het genre. Within Temptation is in 1996 opgericht door Sharon den Adel en gitarist Robert Westerholt.

## Geschiedenis

### De beginjaren
De band startte in de formatie genaamd The Circle. Toen Robert Westerholt en Jeroen van Veen de band verlieten, ging The Circle verder onder de naam Voyage en nam een debuutalbum op getiteld Embrace maar kort daarop viel Voyage uit elkaar.
Robert Westerholt en Jeroen van Veen echter gingen verder onder de naam The Portal, samen met de vriendin van Robert, Sharon den Adel. Hoewel er voor The Portal al een logo was ontworpen, werd voor het uitbrengen van de eerste liedjes de naam veranderd in Within Temptation.
De atmosferische metal van de eerste cd's Enter en The Dance deed het goed in de undergroundscene. In de jonge dagen van de band stonden zij op Dynamo Open Air. Met de cd Mother Earth in 2000 ging de band een nieuwe kant op, zij lieten de grunt achterwege en maakten meer bombastische Keltische rock dan metal. De eerste single Our Farewell bleef nog veelal onopgemerkt. De volgende single Ice Queen werd geheel onverwacht wel een hit: nadat de band hun fans had opgeroepen om de single in de keuzelijst van de Nederlandse muziekzender The Box te krijgen en de clip daar vervolgens veelvuldig werd aangevraagd, koos het Nederlandse 3FM hem, een half jaar nadat de single uitkwam, in januari 2002 als Megahit en het balletje ging rollen.

### Doorbraak
Within Temptation speelde op grote festivals zoals Rock Werchter en ook deed de single Mother Earth het goed in de hitlijsten. Na deze successen toerden ze op festivals en clubtournees door heel Europa en maakten sommige bandleden hun opleiding af, waardoor pas in 2004 de volgende cd uitkwam: The Silent Force. Inmiddels was getekend bij platenmaatschappij BMG en had Within Temptation ook een nieuw management: AT Productions.
De band won diverse prijzen (waaronder Edisons, TMF Awards, 3FM Awards, Conamus Exportprijzen) en er werden professionele videoclips werden uitgebracht van Stand My Ground, Memories en Angels. Within Temptation brak hiermee door, ook in het buitenland, zoals Duitsland. Echter, eerdere liefhebbers van Enter en The Dance hadden zich van de band afgekeerd. Maar ook Within Temptation zelf had de keuze gemaakt voor hun nieuwe werk, door bij concerten alleen maar nummers te spelen van Mother Earth en The Silent Force en bijna geen nummers van de cd's daarvoor. Hiermee werd Within Temptation populairder in bijvoorbeeld Duitsland dan in Nederland. Een hoogtepunt uit 2005 was het grootse optreden (in feite een mini-festival met de Heideroosjes, After Forever en Orphanage in het voorprogramma) op het Amsterdamse Java Eiland, waarbij de band een deel van de show in de oude bezetting ten tijde van Enter en The Dance speelde, en ook nog een keer nummers uit die periode. Eveneens in 2005 tekende Within Temptation een contract met het van oorsprong Nederlandse Roadrunner voor distributie van albums in Japan, Groot-Brittannië en Australië.
Op 9 maart 2007 kwam het album The Heart of Everything uit. Dit album werd voorafgegaan door de single What Have You Done, een samenwerking met zanger Keith Caputo van de band Life of Agony. Nadat het album was uitgekomen, volgde een tweede single, Frozen. In juli 2007 werd bekend dat het album in de Verenigde Staten werd uitgebracht. Op 5 augustus 2007 kwam het album op nummer 1 binnen in de Amerikaanse Heatseeker Charts. Ook werd hun hit What Have You Done vaak gedraaid door radiostations in de VS.
De band nam tevens het nummer The Howling op dat exclusief voor The Chronicles of Spellborn werd gebruikt, een computerspel dat in 2007 op de markt verscheen. In 2004 waren zij ook al te horen in het computerspel Knights of the Temple. Eind 2007 maakte de band bekend dat ze een nieuw album wilde schrijven. In 2008 vond een akoestische theatertournee plaats, die in 2010 werd doorgezet. In 2009 traden ze als band niet op, maar zaten ze in de studio. In een interview op NU.nl gaf de band te kennen dat in het najaar van 2010 waarschijnlijk het nieuwe studioalbum zou uitkomen.
In Nederland stond Within Temptation op 16 augustus 2008 in het voorprogramma van Iron Maiden. Op 19 maart 2009 kwam het nummer What Have You Done uit voor Guitar Hero: World Tour.
Op 30 oktober 2009 werd hun nieuwe livealbum An Acoustic Night at the Theatre voor het eerst uitgebracht. Dit is een registratie van een akoestisch concert dat op 30 november 2008 in Eindhoven werd gegeven. Op dit album staat het in samenwerking met Chris Jones opgenomen nummer "Utopia".
Sharon den Adel was in het najaar van 2009 te gast op de Night of the Proms-concerten, gehouden in het Sportpaleis in Antwerpen, GelreDome en Ahoy. Samen met het orkest Il Novecento bracht ze enkele nummers in een klassieke versie.

### Sinds 2010
Op 3 april 2010 werd in de Stadsschouwburg van Middelburg het eerste optreden gegeven van de tweede theatertournee van Within Temptation. Na deze theatertournee zou drummer Stephen van Haestregt afscheid nemen van Within Temptation. In november 2010 kondigde de band op hun website aan dat hun nieuwe album The Unforgiving zou gaan heten en in maart 2011 uitgebracht werd. Op 15 december 2010 werd een nieuwe nummer, Where Is the Edge, uitgebracht. De videoclip hiervan bestaat uit filmfragmenten van de film Me & Mr. Jones. In januari 2011 verscheen het nummer Faster, de eerste single van het album.
Op 22 februari 2011 kondigde Within Temptation zijn nieuwe bandlid aan: Mike Coolen neemt het over van oud-drummer Stephen van Haestregt. Begin september 2011 kondigt de band aan dat medeoprichter Robert Westerholt zich voortaan zal richten op het schrijven van nieuwe songs en niet meer live zal optreden, om meer voor zijn drie kinderen, die hij met Sharon den Adel heeft, te zorgen. Zijn plek werd ingenomen door de Zweed Stefan Helleblad, die al betrokken was bij het maken van enkele albums van de band.
Op 8 november 2013 werd aangekondigd dat op 31 januari het zesde studioalbum Hydra zou verschijnen. Dit album bevat gastoptredens van onder meer Tarja Turunen (in het nummer Paradise (What about us?)), Dave Pirner, Howard Jones en Xzibit. Behalve een reguliere tournee werden er in Nederland in het voorjaar van 2015 ook enkele theaterconcerten gegeven. Ze ontwierpen daarvoor een nieuwe voorstelling waarbij ze een orkest hebben gefilmd dat in 3D-weergave werd geprojecteerd.
Na de uitvoerige promotie en tournee voor Hydra was de band uitgeblust. Bovendien was Sharon den Adel oververmoeid. De band nam daarom een rustpauze. Pas in februari 2019 verscheen Resist, het zevende studioalbum van de band. Jacob Shaddix, Andres Fridén en Jasper Steverlinck zijn gastzangers op het album. Anders dan op eerdere albums, hebben de teksten van Resist een meer uitgesproken politiek en maatschappelijk thema. De tournee van het album omvatte in Nederland onder meer een optreden in het park voor Paleis Soestdijk.
In april en mei 2020 had de band een tournee gepland samen met hun genregenoten van Evanescence: de Worlds Collide Tour. Wegens de COVID-19-pandemie moesten de concerten meerdere malen worden uitgesteld en vonden ze uiteindelijk plaats in november en december 2022. Tijdens de pandemie gaf de band op 15 en 16 juli 2021 wel twee onlineconcerten, The Aftermath, waarin ze in een virtuele post-apocalyptische wereld optraden.
Op 20 oktober 2023 kwam het achtste studioalbum van de band uit: Bleed Out, waarmee de band voor de derde keer een Edison muziekprijs won, dit keer in de categorie rock. In dit album valt de band weer meer terug op de gitaren, met nadruk op de zware riffs van Robert Westerholt. Ook dit album gaat, meer nog dan Resist, over maatschappelijke thema's als oorlog, religie en mensenrechten.

## Prijzen

### 2002
- Zilveren Harp[24]
- TMF Award (NL) - meest belovende act
- TMF Award (BE) - beste rock internationaal

### 2003
- Edison voor beste live-dvd: Mother Earth Tour
- Conamus Exportprijs 2003

### 2004
- Conamus Exportprijs 2004

### 2005
- Edison voor beste band
- TMF Award (NL) Best Rock nationaal
- Popprijs 2005
- Conamus Exportprijs 2005
- World Music Award, best selling Dutch artist 2005

### 2006
- 3FM Award - Beste artiest Rock
- Golden God (Best Video: Angels)
- Buma Cultuur Exportprijs 2006

### 2007
- 3FM Award - Beste artiest Rock
- TMF Awards (België) - Beste live act international
- TMF Awards (Nederland) - Beste Live Act
- TMF Award (Nederland)) - Beste Video
- MTV Europe Music Awards - Best Dutch & Belgian act
- World Music Awards - Best Selling Dutch Artist

### 2008
- Gouden Harp
- 3FM Award - Beste Live-Act
- Duiveltje - Beste zanger(es)
- Female Metal Voices Fest Awards - Beste album

### 2011
- Loudwire Music Awards - Artist of the Year
- Loudwire Music Awards - Rock Album of the Year
- Loudwire Music Awards - Rock Goddess of the Year

### 2024
- Edison voor beste rockalbum

### Gouden platen
- Ice Queen (België)
- Mother Earth (Nederland, 2001)
- Mother Earth (België)
- Mother Earth (Duitsland)
- The Silent Force (Nederland, 12 december 2004)
- The Silent Force (Finland, 2005)
- The Silent Force (België)
- The Silent Force (Duitsland)
- The Silent Force Tour (Nederland)
- The Heart of Everything (Rusland)
- Black Symphony (Nederland)

### Platina platen
- Mother Earth (Nederland, 2001)
- Mother Earth (Duitsland)
- The Silent Force (18 november 2005, Nederland)
- The Silent Force (13 oktober 2007, België/Vlaanderen)
- The Heart of Everything (Nederland)

## Bandleden

### Huidige bandleden
Het jaartal achter de naam staat voor de entree van deze persoon in de band.
- Sharon den Adel – zangeres (1996)
- Stefan Helleblad – gitarist (2011)
- Ruud Jolie – gitarist (2002)
- Jeroen van Veen – basgitarist (1996)
- Mike Coolen – drummer (2011)

### Voormalige bandleden
- Robert Westerholt – gitarist (1996-2011)
- Martijn Westerholt – keyboards (1996-2001)
- Martijn Spierenburg – keyboards (2001-2024)
- Michiel Papenhove – gitarist (1996-2001)
- Jelle Bakker – gitarist (2001-2002)
- Ivar de Graaf – drummer (1996-1998, 1999-2001)
- Ciro Palma – drummer (1998-1999)
- Dennis Leeflang – drummer (1996)
- Richard van Leeuwen – drummer (1998)
- Richard Willemse – drummer (1996)
- Stephen van Haestregt – drummer (2002-2010)

|                       |            | 199. | 199. | 199. | 199. | 200. | 200. | 200. | 200. | 200. | 200. | 200. | 200. | 200. | 200. | 201. | 201. | 201. | 201. | 201. | 201. | 201. | 201. | 201. | 201. | 202. | 202. | 202. | 202. | 202. | 202. |
| Leden                 | Instrument | 6    | 7    | 8    | 9    | 0    | 1    | 2    | 3    | 4    | 5    | 6    | 7    | 8    | 9    | 0    | 1    | 2    | 3    | 4    | 5    | 6    | 7    | 8    | 9    | 0    | 1    | 2    | 3    | 4    | 5    |
| --------------------- | ---------- | ---- | ---- | ---- | ---- | ---- | ---- | ---- | ---- | ---- | ---- | ---- | ---- | ---- | ---- | ---- | ---- | ---- | ---- | ---- | ---- | ---- | ---- | ---- | ---- | ---- | ---- | ---- | ---- | ---- | ---- |
| Sharon den Adel       | zang       |      |      |      |      |      |      |      |      |      |      |      |      |      |      |      |      |      |      |      |      |      |      |      |      |      |      |      |      |      |      |
| Jeroen van Veen       | basgitaar  |      |      |      |      |      |      |      |      |      |      |      |      |      |      |      |      |      |      |      |      |      |      |      |      |      |      |      |      |      |      |
| Richard Willemse      | drums      |      |      |      |      |      |      |      |      |      |      |      |      |      |      |      |      |      |      |      |      |      |      |      |      |      |      |      |      |      |      |
| Dennis Leeflang       | drums      |      |      |      |      |      |      |      |      |      |      |      |      |      |      |      |      |      |      |      |      |      |      |      |      |      |      |      |      |      |      |
| Ivar de Graaf         | drums      |      |      |      |      |      |      |      |      |      |      |      |      |      |      |      |      |      |      |      |      |      |      |      |      |      |      |      |      |      |      |
| Martijn Westerholt    | keyboard   |      |      |      |      |      |      |      |      |      |      |      |      |      |      |      |      |      |      |      |      |      |      |      |      |      |      |      |      |      |      |
| Michiel Papenhove     | gitaar     |      |      |      |      |      |      |      |      |      |      |      |      |      |      |      |      |      |      |      |      |      |      |      |      |      |      |      |      |      |      |
| Robert Westerholt     | gitaar     |      |      |      |      |      |      |      |      |      |      |      |      |      |      |      |      |      |      |      |      |      |      |      |      |      |      |      |      |      |      |
| Richard van Leeuwen   | drums      |      |      |      |      |      |      |      |      |      |      |      |      |      |      |      |      |      |      |      |      |      |      |      |      |      |      |      |      |      |      |
| Ciro Palma            | drums      |      |      |      |      |      |      |      |      |      |      |      |      |      |      |      |      |      |      |      |      |      |      |      |      |      |      |      |      |      |      |
| Jelle Bakker          | gitaar     |      |      |      |      |      |      |      |      |      |      |      |      |      |      |      |      |      |      |      |      |      |      |      |      |      |      |      |      |      |      |
| Martijn Spierenburg   | keyboard   |      |      |      |      |      |      |      |      |      |      |      |      |      |      |      |      |      |      |      |      |      |      |      |      |      |      |      |      |      |      |
| Stephen van Haestregt | drums      |      |      |      |      |      |      |      |      |      |      |      |      |      |      |      |      |      |      |      |      |      |      |      |      |      |      |      |      |      |      |
| Ruud Jolie            | gitaar     |      |      |      |      |      |      |      |      |      |      |      |      |      |      |      |      |      |      |      |      |      |      |      |      |      |      |      |      |      |      |
| Stefan Helleblad      | gitaar     |      |      |      |      |      |      |      |      |      |      |      |      |      |      |      |      |      |      |      |      |      |      |      |      |      |      |      |      |      |      |
| Mike Coolen           | drums      |      |      |      |      |      |      |      |      |      |      |      |      |      |      |      |      |      |      |      |      |      |      |      |      |      |      |      |      |      |      |

## Discografie

### Albums
| Album met eventuele hitnotering(en) in de Nederlandse Album Top 100 | Datum van verschijnen | Datum van binnenkomst | Hoogste positie | Aantal weken | Opmerkingen              |
| ------------------------------------------------------------------- | --------------------- | --------------------- | --------------- | ------------ | ------------------------ |
| Enter                                                               | 28-04-1997            | 02-02-2002            | 32              | 20           |                          |
| The Dance                                                           | 1998                  | -                     | -               | -            | Ep                       |
| Mother Earth                                                        | 2000                  | 16-12-2000            | 3               | 57           | Platina                  |
| The Silent Force                                                    | 15-11-2004            | 20-11-2004            | 1(1wk)          | 56           | Platina                  |
| The Heart of Everything                                             | 09-03-2007            | 17-03-2007            | 1(1wk)          | 52           | Platina                  |
| Black Symphony                                                      | 22-09-2008            | 27-09-2008            | 3               | 34           | met het Metropole Orkest |
| Destroyed                                                           | 2008                  | -                     | -               | -            | Onofficiële uitgave      |
| An Acoustic Night at the Theatre                                    | 30-10-2009            | 07-11-2009            | 4               | 11           | Livealbum                |
| The Unforgiving                                                     | 25-03-2011            | 02-04-2011            | 2               | 36           |                          |
| The Q Music Sessions                                                | 19-04-2013            | 27-04-2013            | 5               | 12           | Coveralbum               |
| Mother Earth & The Silent Force                                     | 12-08-2013            | -                     | -               | -            |                          |
| Hydra                                                               | 31-01-2014            | 08-02-2014            | 1(1wk)          | 21           |                          |
| Let Us Burn - Elements & Hydra Live In Concert                      | 14-11-2014            | 22-11-2014            | 5               | 14           | Livealbum                |
| Resist EP                                                           | 14-12-2018            | -                     | -               | -            | Ep                       |
| Resist                                                              | 01-02-2019            | 09-02-2019            | 2               | 5            |                          |
| The Aftermath                                                       | 25-11-2022            | -                     | -               | -            | Live / Ep                |
| Bleed Out                                                           | 20-10-2023            | 28-10-2023            | 2               | 2            |                          |

| Album met hitnotering(en) in de Vlaamse Ultratop 200 albums | Datum van verschijnen | Datum van binnenkomst | Hoogste positie | Aantal weken | Opmerkingen |
| ----------------------------------------------------------- | --------------------- | --------------------- | --------------- | ------------ | ----------- |
| Mother Earth                                                | 2000                  | 23-02-2002            | 3               | 37           |             |
| The Silent Force                                            | 2004                  | 20-11-2004            | 4               | 33           |             |
| The Heart Of Everything                                     | 2007                  | 17-03-2007            | 2               | 36           |             |
| Black Symphony                                              | 2008                  | 27-09-2008            | 16              | 13           |             |
| An Acoustic Night At The Theatre                            | 2009                  | 07-11-2009            | 31              | 6            | Livealbum   |
| The Unforgiving                                             | 2011                  | 02-04-2011            | 3               | 50           |             |
| The Q Music Sessions                                        | 2013                  | 27-04-2013            | 4               | 27           | Coveralbum  |
| Hydra                                                       | 2014                  | 08-02-2014            | 4               | 37           |             |
| Let Us Burn - Elements & Hydra Live In Concert              | 2014                  | 22-11-2014            | 34              | 17           | Livealbum   |
| Resist                                                      | 2019                  | 09-02-2019            | 2               | 15           |             |
| The Aftermath                                               | 2022                  | -                     | -               | -            | Live / Ep   |
| Bleed Out                                                   | 2023                  | 28-10-2023            | 5               | 10           |             |

### Singles
| Single met eventuele hitnotering(en) in de Nederlandse Top 40 | Datum van verschijnen | Datum van binnenkomst | Hoogste positie | Aantal weken | Opmerkingen |
| ------------------------------------------------------------- | --------------------- | --------------------- | --------------- | ------------ | --- |
| Ice Queen                                                     | 2002                  | 19-01-2002            | 4               | 16           | Nr. 2 in de Single Top 100 / Goud                                                                                 |
| Mother Earth                                                  | 2002                  | 18-05-2002            | 25              | 10           | Nr. 15 in de Single Top 100                                                                                       |
| Running Up That Hill                                          | 2003                  | 17-05-2003            | 13              | 6            | Nr. 7 in de Single Top 100                                                                                        |
| Stand My Ground                                               | 25-10-2004            | 30-10-2004            | 4               | 9            | Nr. 5 in de Single Top 100 / Alarmschijf                                                                          |
| Als je iets kan doen                                          | 07-01-2005            | 15-01-2005            | 1(4wk)          | 9            | Als onderdeel van Artiesten Voor Azië / Nr. 1 in de Single Top 100 / Alarmschijf / Best verkochte single van 2005 |
| Memories                                                      | 17-01-2005            | 12-02-2005            | 11              | 7            | Nr. 18 in de Single Top 100                                                                                       |
| Angels                                                        | 06-06-2005            | 18-06-2005            | 11              | 8            | Nr. 8 in de Single Top 100                                                                                        |
| Jillian                                                       | 2005                  | -                     | tip 9           | -            | |
| What Have You Done                                            | 16-02-2007            | 03-03-2007            | 7               | 10           | met Keith Caputo / Nr. 7 in de Single Top 100                                                                     |
| Frozen                                                        | 22-06-2007            | 30-06-2007            | 28              | 4            | Nr. 11 in de Single Top 100                                                                                       |
| All I Need                                                    | 09-11-2007            | 24-11-2007            | 15              | 8            | Nr. 13 in de Single Top 100                                                                                       |
| Forgiven                                                      | 12-09-2008            | -                     | tip 17          | -            | Nr. 9 in de Single Top 100                                                                                        |
| Utopia                                                        | 24-10-2009            | -                     | tip 11          | -            | met Chris Jones / Nr. 52 in de Single Top 100                                                                     |
| Faster                                                        | 24-01-2011            | 12-03-2011            | 19              | 6            | Nr. 11 in de Single Top 100                                                                                       |
| Sinéad                                                        | 02-05-2011            | -                     | tip 15          | -            | |
| Shot In The Dark                                              | 19-09-2011            | -                     | tip 13          | -            | |
| Crazy                                                         | 2012                  | -                     | -               | -            | Nr. 100 in de Single Top 100                                                                                      |
| Grenade                                                       | 04-10-2012            | -                     | -               | -            | Nr. 73 in de Single Top 100                                                                                       |
| Paradise (What About Us?)                                     | 27-09-2013            | -                     | -               | -            | met Tarja Turunen / Nr. 80 in de Single Top 100                                                                   |

| Single met hitnotering(en) in de Vlaamse Ultratop 50 | Datum van verschijnen | Datum van binnenkomst | Hoogste positie | Aantal weken | Opmerkingen              |
| ---------------------------------------------------- | --------------------- | --------------------- | --------------- | ------------ | ------------------------ |
| Ice Queen                                            | 2002                  | 16-02-2002            | 3               | 17           |                          |
| Mother Earth                                         | 2002                  | 01-06-2002            | 33              | 6            |                          |
| Running Up That Hill                                 | 2003                  | 14-06-2003            | 48              | 1            |                          |
| Stand My Ground                                      | 25-10-2004            | 06-11-2004            | 9               | 14           |                          |
| Memories                                             | 17-01-2005            | 12-02-2005            | 26              | 9            |                          |
| Angels                                               | 06-06-2005            | 16-07-2005            | 41              | 2            |                          |
| What Have You Done                                   | 16-02-2007            | 07-04-2007            | 49              | 1            | feat. Keith Caputo       |
| Utopia                                               | 24-10-2009            | 07-11-2009            | 37              | 7            | feat. Chris Jones        |
| Faster                                               | 24-01-2011            | 26-02-2011            | 32              | 6            |                          |
| Sinéad                                               | 02-05-2011            | 14-05-2011            | tip 11          | -            |                          |
| Shot In The Dark                                     | 19-09-2011            | 15-10-2011            | tip 10          | -            |                          |
| Grenade                                              | 2012                  | 20-10-2012            | tip 5           | -            |                          |
| Titanium                                             | 2013                  | 27-04-2013            | tip 21          | -            |                          |
| Whole World Is Watching                              | 20-01-2014            | 05-02-2014            | tip 9           | -            | feat. Dave Pirner        |
| Firelight                                            | 23-11-2018            | 15-12-2018            | tip 35          | -            | feat. Jasper Steverlinck |
| Supernova                                            | 08-02-2019            | 02-03-2019            | tip             | -            |                          |

### NPO Radio 2 Top 2000
| Nummers met noteringen in de NPO Radio 2 Top 2000 | '05  | '06  | '07 | '08  | '09 | '10 | '11 | '12 | '13 | '14 | '15 | '16  | '17  | '18  | '19 | '20  | '21  | '22  | '23  | '24  |
| ------------------------------------------------- | ---- | ---- | --- | ---- | --- | --- | --- | --- | --- | --- | --- | ---- | ---- | ---- | --- | ---- | ---- | ---- | ---- | ---- |
| Faster                                            | ×    | ×    | ×   | ×    | ×   | ×   | -   | -   | -   | -   | 892 | 1238 | 1211 | 1167 | 919 | 1094 | 1047 | 821  | 919  | 900  |
| Ice Queen                                         | -    | -    | -   | -    | -   | -   | 379 | 206 | 216 | 218 | 229 | 296  | 245  | 206  | 154 | 162  | 159  | 148  | 165  | 242  |
| Memories                                          | -    | -    | -   | -    | -   | -   | -   | -   | -   | -   | -   | -    | -    | -    | -   | -    | -    | 1647 | 1874 | 1644 |
| Mother Earth                                      | 1652 | 1150 | 795 | 1507 | 343 | 425 | 337 | 259 | 257 | 269 | 292 | 353  | 333  | 386  | 285 | 391  | 370  | 276  | 366  | 362  |
| Stand My Ground                                   | -    | -    | -   | -    | -   | -   | -   | -   | -   | -   | -   | -    | -    | 1020 | 799 | 850  | 878  | 731  | 900  | 911  |

1. ↑  Een '-' betekent dat het nummer niet was genoteerd, een '×' betekent dat het nummer nog niet was uitgebracht en een vetgedrukt getal geeft de hoogste notering van een nummer aan.
2. ↑  2005 was het eerste jaar met een notering voor Within Temptation.

### De Zwaarste Lijst
| Nummer    | '09* | '10* | '11* | '12* | '13 | '14 | '15 | '16 | '17 | '18 | '19 | '20 | '21 | '22 | '23 | '24 | '25 |
| --------- | ---- | ---- | ---- | ---- | --- | --- | --- | --- | --- | --- | --- | --- | --- | --- | --- | --- | --- |
| Ice Queen | -    | -    | -    | -    | -   | -   | -   | -   | -   | -   | -   | -   | -   | -   | -   | 56  | -   |

- Tot 2012 had de Zwaarste Lijst 70 plaatsen. Dit werd vanaf 2013 verminderd tot 66.

### Dvd's
- 2002 - Mother Earth (dvd-single)
- 2003 - Mother Earth Tour
- 2005 - The Silent Force Tour
- 2007 - The Heart of Everything (limited edition van het album)
- 2008 - Black Symphony, concert samen met het Metropole Orkest
- 2014 - Let Us Burn: Elements & Hydra Live in Concert

| Dvd's met hitnoteringen in de DVD Top 30 | Datum van verschijnen' | Datum van binnenkomst | Hoogste positie | Aantal weken | Opmerkingen |
| ---------------------------------------- | ---------------------- | --------------------- | --------------- | ------------ | ----------- |
| Mother Earth Tour                        | 2002                   | 07-12-2002            | 2               | 15           |             |
| The Silent Force Tour                    | 2005                   | 26-11-2005            | 2               | 34           |             |
| Black Symphony                           | 2008                   | 27-09-2008            | 4               | 34           |             |